# Tim Austin (Mathematiker)
Timothy Derek „Tim“ Austin (* 1983 in London) ist ein britischer Mathematiker, der sich mit Analysis, Ergodentheorie und Wahrscheinlichkeitstheorie befasst.
Austin studierte Mathematik an der Universität Cambridge mit dem Bachelor-Abschluss 2005 und dem Certificate of Advanced Mathematics 2006 und wurde 2010 an der University of California, Los Angeles (UCLA) bei Terence Tao promoviert (Multiple recurrence and the structure of probability-preserving systems). 2010 bis 2015 war er Clay Research Fellow und 2014 bis 2017 Principal Investigator der Simons Collaboration on Algorithms and Geometry. 2012 bis 2014 war er Assistant Professor am Courant Institute und er war dort 2015 bis 2017 Associate Professor. Ab 2017 ist er Associate Professor an der UCLA.
Er war mehrfach Gastwissenschaftler bei Microsoft Research in Redmond und war Gastwissenschaftler an der Brown University.
Er befasst sich mit Ergodentheorie (multiple Rekurrenz), harmonischer Analysis, additiver Kombinatorik, Gruppenkohomologie, metrischer Geometrie mit Anwendungen in geometrischer Gruppentheorie, Wahrscheinlichkeitstheorie auf großen diskreten Strukturen und exakten Resultaten der statistischen Mechanik. Unter anderem befasste er sich mit endlichen metrischen Räumen in Zusammenhang mit stationären stochastischen Prozessen um unter anderem deren Entropie zu studieren.
Für 2020 erhielt er den New Horizons in Mathematics Prize für Arbeiten in Ergodentheorie, speziell den Beweis der schwachen Pinsker-Vermutung, und für 2021 erhielt er den Ostrowski-Preis.

## Schriften (Auswahl)
- On exchangeable random variables and the statistics of large graphs and hypergraphs, Probability Surveys, Band 5, 2008, S. 80–145, Arxiv
- The emergence of the deterministic Hodgkin--Huxley equations as a limit from the underlying stochastic ion-channel mechanism, Annals of Probability, Band 18, 2008, S. 1279–1325, Arxiv
- Deducing the Density Hales-Jewett Theorem from an infinitary removal lemma, J. Theoret. Probab., Band 24, 2011, S. 615–633, Arxiv 2009
- mit Tanja Eisner, Terence Tao: Nonconventional ergodic averages and multiple recurrence for von Neumann dynamical, Pacific J. Math., Band 250, 2011, S. 1–60, Arxiv
- Amenable groups with very poor compression into Lebesgue spaces, Duke Math. J., Band 159, 2011, S. 187–222, Arxiv
- mit Calvin C. Moore: Continuity properties of measurable group cohomology, Math. Annalen, Band 356, 2013, S. 885–937, Arxiv
- Multiple Recurrence and Finding Patterns in Dense Sets, in: Dzmitry Badziahin, Alexander Gorodnik, Norbert Peyerimhoff (Hrsg.), Dynamics and analytic number theory, London Math. Soc. Lecture Note Ser. 437, Cambridge Univ. Press 2016, S. 189–257
- Measure concentration and the weak Pinsker property, Publ. Math. Inst. Hautes Etudes Sci., Band 128, 2018, S. 1–119, Arxiv.